# Jean-Auguste Brutails

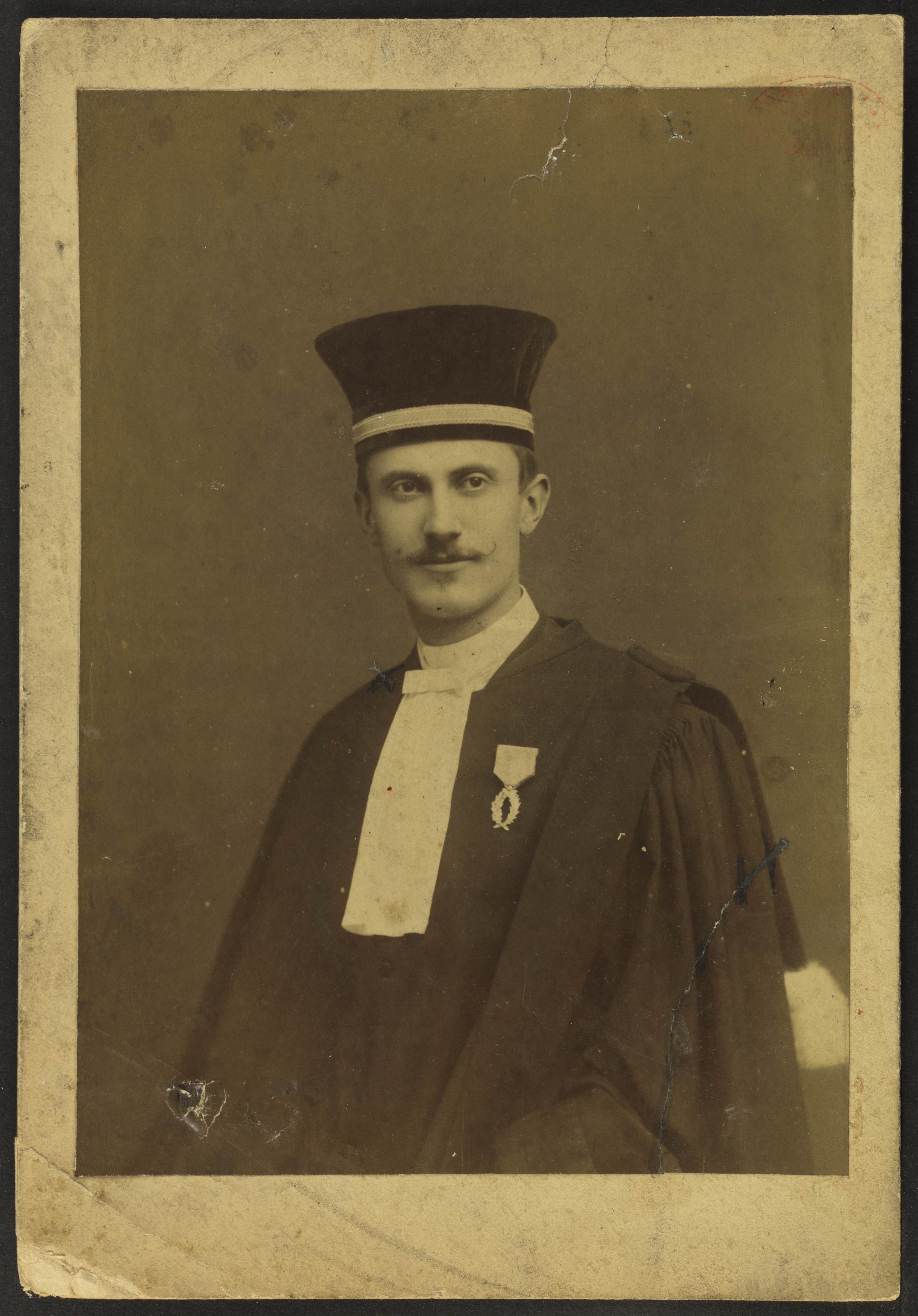
Jean-Auguste Brutails (um 1896)

Jean-Auguste Brutails (* 20. Dezember 1859 in Viviez; † 1. Januar 1926 in Bordeaux) war ein französischer Historiker, Archivar und Paläograph, der zahlreiche Bücher und Aufsätze veröffentlichte. Brutails hinterließ tausende Fotos mit Aufnahmen von Kirchen und Kirchenausstattungen aus dem Südwesten Frankreichs.

## Leben
Er studierte ab 1880 an der École nationale des chartes und erhielt dort im Jahr 1882 sein Abschlussdiplom. Nach Archivstudien in Pamplona machte Brutails noch einen Abschluss (licence) in Rechtswissenschaften.
Im Jahr 1884 erhielt er eine Anstellung im Archiv des Département Pyrénées-Orientales, 1889 wechselte er zum Département Gironde, wo er bis zu seiner Pensionierung arbeitete.
Neben seiner Arbeit als Archivar gab er Kurse an der Universität von Bordeaux, Brutails wurde 1888 vom Präsidenten der französischen Republik lebenslang zum Richter am höchsten Gericht von Andorra ernannt. 
Brutails war 1908 Mitbegründer der Zeitschrift Revue historique de Bordeaux et du département de la Gironde. Im Jahr 1910 wurde er zum Conservateur des antiquités et objets d’art du département de la Gironde ernannt.
Im Jahr 1912 wurde seine Dissertation mit dem Titel Étude archéologique sur les églises de la Gironde von der Universität Bordeaux angenommen. 
Am 18. Oktober 1897 heiratete er Jeanne-Marie-Thérèse Aka († 1920), die Tochter eines Handelsmannes in Bordeaux. Aus dieser Ehe ging die Tochter Marguerite-Elizabeth (* 7. September 1898; † 14. Mai 1920) hervor.

## Ehrungen und Mitgliedschaften
- 1890: Mitglied der Académie nationale des sciences, belles-lettres et arts de Bordeaux
- 1893: Auszeichnung mit dem Ordre des Palmes Académiques
- 1902: Korrespondierendes Mitglied der Académie des inscriptions et belles-lettres
- 1903: Ernennung zum Ritter der Ehrenlegion
- 1913: Die Académie des inscriptions et belles-lettres verlieh ihm den Prix Gobert für sein Buch Les vieilles églises de la Gironde
- 1919: Ernennung zum Mitglied (membre libre) der Académie des inscriptions et belles-lettres[1]